# فولریدابلانکا (سانتاندر)
فولریدابلانکا (سانتاندر) (به اسپانیایی: Floridablanca, Santander) یک سکونتگاه مسکونی در کلمبیا است که در بخش سانتاندر واقع شده‌است.

## خصوصیات
فولریدابلانکا ۱۰۱ کیلومترمربع مساحت و ۲۷۱٬۷۲۸ نفر جمعیت دارد و ۹۲۵ متر بالاتر از سطح دریا واقع شده‌است.